# 오몬군
오몬군(베트남어: Quận Ô Môn / 郡烏門)은 베트남 메콩강 삼각주 껀터의 군이다.

## 행정 구역
오몬군은 7방을 관할하고 있다.

### 방
- 쩌우번리엠 방 (Châu Văn Liêm / 周文廉坊)
- 롱흥 방 (Long Hưng / 隆興坊)
- 프억트이 방 (Phước Thới / 福泰坊)
- 트이안 방 (Thới An / 泰安坊)
- 트이화 방 (Thới Hòa / 泰和坊)
- 트이롱 방 (Thới Long / 泰隆坊)
- 트엉락 방 (Trường Lạc / 長樂坊)